# Síndrome VEXAS
El síndrome VEXAS es una enfermedad inflamatoria que genera una rara y potencialmente dañina mutación en los genes, los principales síntomas son coágulos sanguíneos en la vena, fiebres recurrentes, anomalías pulmonares, y vacuolas inusuales en células mieloides descubierta por el Instituto Nacional de Salud de los Estados Unidos de América.
El equipo que descubrió la enfermedad la nombró "VEXAS" (Vacuolas, enzima E1, síndrome ligado al cromosoma X, auto inflamatorio y somático). En el primer estudio y posterior descubrimiento, solo se detectó en hombres mayores. El 40̩% de los casos descubiertos con VEXAS en el primer estudio de la enfermedad, murieron a causa de esta, colocándola como un síndrome potencialmente mortal.
| - V : Con frecuencia se identifican vacuolas en las células madre de la médula ósea de pacientes que presentan VEXAS. - E : La enzima conjugadora de ubiquitina E1, codificada por el gen UBA1 , está mutada en los pacientes. - X : El gen UBA1 mutado es recesivo y está ubicado en el cromosoma Xp11, por lo que la enfermedad se encuentra casi exclusivamente en individuos con un solo cromosoma X y, por lo tanto, se dice que está ligada al cromosoma X. - A : Los pacientes con VEXAS presentan una amplia gama de afecciones autoinflamatorias. - S : Las mutaciones que causan VEXAS son somáticas : se adquieren a lo largo de la vida, no se heredan y no se transmiten a la descendencia. |

## Estudio y descubrimiento
Un equipo de investigación en la búsqueda de si los genes relacionados con la ubicuidad desempeñan un papel en pacientes con enfermedad inflamatoria no diagnosticada, estudiaron los genomas de más de 2.500 pacientes. Más de 1.400 de estos individuos tenían fiebres recurrentes no diagnosticadas e inflamación en todo el cuerpo. El resto, parte del Programa de Enfermedades No Diagnosticadas de los individuos trastornos inusuales y no clasificados.
El equipo se centró en un conjunto de unos 840 genes relacionados con la ubiculación. De ellos, uno se destacó: el gen UBA1. Tres hombres de mediana edad tenían mutaciones genómicas raras y potencialmente dañinas en el gen. El gen UBA1 contiene las instrucciones para hacer la enzima E1, que es necesaria para iniciar la señalización de ubiquitina en las células.
Los hombres normalmente llevan solo una copia de este gen ya que reside en el  cromosoma X. (Los machos solo tienen un cromosoma X y un cromosoma Y). Sin embargo, la secuenciación del ADN reveló que cada uno de los hombres parecía llevar dos versiones diferentes del gen. Investigación posterior demostró que algunas células en sus cuerpos llevaban el gen UBA1 en su forma normal, mientras que otras llevaban el gen en forma mutada. Este fenómeno se conoce como mosaico, donde una célula detecta una mutación genética en algún momento durante el desarrollo temprano.
El gen mutado se encontró en las células mieloides de los pacientes, que son responsables de la inflamación sistémica y actúan como la primera línea de defensa contra las infecciones.
Los investigadores descubrieron 22 hombres adultos adicionales, la mayoría de ellos participantes en otros estudios, con mutaciones del gen UBA1. Los síntomas de los 25 pacientes incluyeron coágulos sanguíneos en las venas, fiebres recurrentes, anomalías pulmonares y vacuolas inusuales (estructuras similares a cavidades) en células mieloides.
La grave condición tiene consecuencias devastadoras. Hasta ahora, el 40% de los pacientes con VEXAS que el equipo estudió han muerto. Los investigadores esperan que esta nueva estrategia genómica ayude a los profesionales de la salud a mejorar las evaluaciones y los tratamientos de la enfermedad para diversas afecciones relacionadas con la inflamación.

## . Enlaces externos
- Síndrome VEXAS en los NHI
- Síndrome VEXAS en Scholia

- Datos: Q102294972